# Kodeks 098
Kodeks 098 (Gregory-Aland no. 098), α 1025 (Soden) – grecki kodeks uncjalny Nowego Testamentu na pergaminie, paleograficznie datowany na VII wiek. Rękopis przechowywany jest w Biblioteca della Badia (Abbazia di S. Maria Zeta alpha 24) w Grottaferrata. Jest palimpsestem. Wykorzystywany w wydaniach Novum Testamentum Graece.

## Opis
Do dziś zachowała się 1 karta kodeksu (22,2 na 16 cm) z tekstem 2. Listu do Koryntian (11,9-19). Tekst pisany jest jedną kolumną na stronę, 24 linijek w kolumnie. Jest palimpsestem, tekst późniejszy został naniesiony w X wieku, zawiera tekst 20 księgi Iliady. Nie stosuje przydechów, ani akcentów.
Nomina sacra pisane są skrótami.
Tekst kodeksu reprezentuje aleksandryjską tradycję tekstualną. Kurt Aland zaklasyfikował go do kategorii I.
Rękopis cytowany jest w VIII wydaniu greckiego Nowego Testamentu Tischendorfa. Opisany i opublikowany został przez Giuseppe Cozza-Luzi, który wydał jego tekst w 1867. Gregory w 1908 roku dał mu siglum 098. INTF datuje go na VII wiek.
Jest wykorzystywany w krytycznych wydaniach greckiego Nowego Testamentu Nestle-Alanda (wydanie 26).